# Биков Анатолій Миколайович
Анатолій Миколайович Биков (рос. Анатолий Николаевич Быков; 19 червня 1953, Біла Калитва, Ростовська область, РРФСР — 16 травня 2021) — радянський футболіст та російський тренер, виступав на позиції нападник. Відомий виступами за ростовські клуби «Ростсільмаш» і СКА.

## Життєпис
Народився 1953 року в місті Біла Калитва Ростовської області. У дорослому футболі дебютував 1970 року в складі клубу «Орбіта» з рідного міста. У 1972 році вийшов з клубом до другої ліги чемпіонату СРСР, де відіграв три сезони до 1974 року.
У 1975 році потрапив в поле зору клубу СКА (Ростов-на-Дону), незабаром підписав з ним контракт і дебютував у вищій лізі чемпіонату СРСР, провів в основному складі 4 матчі по ходу сезону.
Сезон 1976 року розпочав у складі клубу «Ростсільмаш» виступав у другій лізі, відразу ж завоював місце в основному складі і в першому сезоні забив 29 м'ячів в 38 матчах. У 1977 році зробив другу спробу переходу в СКА, однак знову не зміг закріпитися в основному складі клубу.
Сезон 1978 роки відіграв у складі «Ростсільмашу», знову став одним з найкращих бомбардирів клубу за підсумками сезону. У 1979 році перейшов до складу клубу «Зоря» (Луганськ), який виступав у вищій лізі, за сезон відіграв 7 матчів та відзначився 1 голом.
З 1979 по 1981 рік виступав у складі ставропольського «Динамо», в першому ж сезоні допоміг клубу вийти до першої ліги, стабільно був гравцем основного складу, багато забивав.
З 1982 року і до завершення кар'єри гравця в 1985 році виступав у складі «Ростсільмашу». Провів у складі заводчан загалом провів 7 сезонів, зіграв 197 матчів та відзначився 66 м'ячами, шостий бомбардир за всю історію клубу.
Всього за футбольну кар'єру у вищій лізі чемпіонату СРСР провів 11 матчів, відзначився 1 голом. У першій лізі провів 80 матчів, відзначився 32 голами. У другій лізі — 160 матчів, відзначився 65 голами.
По завершенню кар'єри гравця займався тренерською діяльністю, деякий час тренував клуб «Калитва» з рідного міста.